# Dioscorea trifida
Espèce
Dioscorea trifida, l’igname cousse-couche, est une espèce de plantes à fleurs monocotylédones de la famille des Dioscoreaceae, originaire d'Amérique centrale et d'Amérique du Sud.
L'igname cousse-couche est une plante herbacée dioïque, vivace, grimpante,  qui produit un tubercule souterrain comestible.
Les feuilles alternes sont grandes, jusqu'à 25 cm de long,  au limbe  profondément  divisé en trois à sept segments pointus. Les fruits non comestibles sont des capsules à trois ailes, contenant une graine dans chaque aile.

## Taxinomie
L'espèce a été décrite par Carl von Linné le Jeune et publiée en 1782 dans Suppl. Pl.

### Synonymes
Selon  Plants of the World online (POWO) (23 janvier 2022) : 
- Dioscorea affinis Kunth
- Dioscorea angustifolia Rusby
- Dioscorea articulata Steud.
- Dioscorea brasiliensis Willd.
- Dioscorea goyazensis Griseb.
- Dioscorea palmata Juss. ex Pers.
- Dioscorea quinquelobata Vell.
- Dioscorea ruiziana Klotzsch ex Kunth
- Dioscorea triloba Lam.
- Dioscorea triloba Willd.